# Cedylla
Cedille, cédille, cedilla, cedylla ( ¸ ) – znak diakrytyczny podobny nieco do ogonka, występujący najczęściej pod literą „C” w wielu językach (m.in. we francuskim, portugalskim, katalońskim, tureckim).
Nieco innym znakiem, który nie powinien być mylony z cedille jest tzw. przecinek dolny w języku łotewskim i rumuńskim.
W Unikodzie znak diakrytyczny cedylla występuje w wersjach:
| Znak | Unicode | Kod HTML                      | Nazwa unikodowa   | Nazwa polska     |
| ---- | ------- | ----------------------------- | ----------------- | ---------------- |
| ¸    | U+00B8  | &cedil; lub &#xB8; lub &#184; | CEDILLA           | cedylla          |
| ̧     | U+0327  | &#x0327; lub &#807;           | COMBINING CEDILLA | cedylla dostawna |